# RAMBO (Brooklyn)

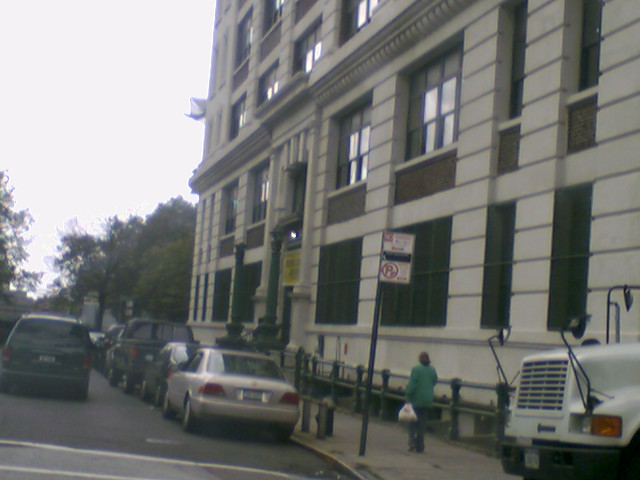
Sands Street.

RAMBO (un acrónimo de "Right After the Manhattan Bridge Overpass") es un pequeño barrio en la zona centro del distrito de Brooklyn en Nueva York. Sus fronteras son Flatbush Avenue Extension en el oeste, Tillary Street en el sur y el Brooklyn-Queens Expressway (BQE) en el norte y este. La zona es también conocida históricamente y en la planificación de la ciudad como "Bridge Plaza". RAMBO fue parte de Vinegar Hill hasta la década de 1950, cuando la construcción del BQE eficazmente lo aisló de las zonas circundantes.